# Boris Orlov
Boris Georgievitsj Orlov (russisch Борис Георгиевич Орлов Boris Georgijewitsch Orlow; * 20. Februar 1945 in Moskau; † 3. Juli 2018 in Nijmegen) war ein russischer Sporttrainer, der ab 1986 in Westeuropa, vornehmlich in den Niederlanden arbeitete.

## Leben und Wirken
Orlov lehrte Gymnastik in Moskau und wurde dort zum Trainer ausgebildet. Während seiner Militärdienstzeit arbeitete er nebenbei als Zirkuskünstler.
In den 1980er Jahren leitete Orlov als Trainer das Gymnastikteam der Sowjetunion und später bis zur Wende in Russland den Verein „Spartak Moskau“. Er war 1981 unter anderen Trainer von Olga Bitscherowa, die Weltmeisterin wurde. Orlov siedelte im Jahre 1986 durch einen Austausch mit dem russischen Turnverband in die Niederlande um. Kurz hiernach war er für eine Zeit in Frankreich tätig, so war Orlov vier Jahre Cheftrainer an der „Nationaal Sportcentrum Papendal“ in Arnhem. Nach einem Streit mit dem Vorstand des niederländischen Turnverbandes, zog er 1993 nach Stuttgart. Von 1994 bis 1999 war er aber wieder Trainer der Koninklijke Nederlandse Gymnastiek Unie (KNGU).  Zwischen 1996 und 2008 war er Cheftrainer bei GTV „De Hazenkamp“ in Nijmegen. Er war unter anderem Trainer von Suzanne Harmes (* 1986) und Verona van de Leur. Orlov arbeitete oft mit der Choreografin Esther Heijnen zusammen. Von 2008 bis 2010 war Orlov als Trainer beim „Turn Centre Sports Heerenveen“ tätig.